# Copa do Nordeste de Futebol
A Copa do Nordeste de Futebol (também conhecida como Nordestão, Campeonato do Nordeste e Lampions League) é uma competição de futebol disputada entre equipes da Região Nordeste do Brasil. 
Considerado um dos campeonatos regionais mais importantes do país (por alguns, o mais importante), o "Nordestão" foi uma competição intermitente no calendário do futebol brasileiro em seus primeiros anos. Organizada oficialmente pela primeira vez em 1994, o torneio foi disputado continuamente entre 1997 e 2003, época em que passou a ser organizado pela Confederação Brasileira de Futebol (CBF). Teve quase todas suas edições canceladas entre 2004 e 2012, com exceção da edição de 2010. Retornou novamente ao calendário do futebol brasileiro em 2013.
Entre as edições de 1997 e 1999, o campeão garantiu também uma vaga na Copa Conmebol, mas a partir das edições de 2000 até 2013 o campeão não garantiu vaga porque a Copa Conmebol foi extinta. Entre as edições de 2014 a 2016, os campeões obtiveram vaga para a Copa Sul-Americana do mesmo ano. em 2017 a 2019, o campeão garantiria vaga direta nas oitavas de final da Copa do Brasil do ano seguinte.
A partir de 2020, o campeão também obtém vaga no torneio nacional do ano seguinte na terceira fase da competição.
Nas 19 edições realizadas, houve nove clubes campeões. Bahia e Vitória (clubes rivais de Salvador, que duelam o clássico Ba-Vi) são os maiores vencedores do "Nordestão", com quatro títulos cada. O Sport, o Ceará e o Fortaleza foram campeões em 3 oportunidades. América de Natal, Campinense, Santa Cruz e Sampaio Corrêa possuem uma conquista cada.
O Campinense e o Sampaio Corrêa, campeões das edições de 2013 e 2018, respectivamente, foram os únicos a conquistarem o torneio sem levar nenhum gol em seus domínios. O confronto mais vezes repetido em toda a história da competição é entre Vitória e América de Natal, com 21 jogos. Foram 14 vitórias do rubro-negro baiano, 4 do alvirrubro potiguar, além de 3 empates.
Em 2022, o vice-presidente do torneio, Constantino Júnior, confirmou que agora serão 36 equipes ao invés de 20 a fim dar oportunidade a mais times de participarem da competição. Serão três mata-matas, o que pode impulsionar a criação uma segunda divisão da Copa do Nordeste e estabelecer um sistema de acesso e rebaixamento entre as séries.

## História

### Origens
A possível origem do que é a atual Copa do Nordeste de Futebol é um assunto controverso, historicamente a Copa do Nordeste sempre foi um torneio intermitente no calendário do futebol brasileiro. De fato, a gama de campeonatos deste porte seria bem mais ampla, algumas delas até com a chancela da Confederação Brasileira de Desportos (CBD, precursora da atual CBF). De 1923, quando foi disputado o Troféu Nordeste, vencido pelo América-PE, até 1994, quando foi realizada a primeira Copa do Nordeste reconhecida pela CBF, foram disputados vários torneios de futebol de amplitude regional no Nordeste – com pesos diferentes, naturalmente – onde alguns clubes se intitulam campeões da copa Nordeste. Porém, a antiga discussão sobre a chancela oficial dos títulos desses torneios permanece com a CBF, que evita tocar no assunto sobre as competições anteriores a 1994, data da primeira Copa do Nordeste, também denominada de "Taça Governador Geraldo Bulhões". Curiosamente, foi a única reconhecida posteriormente, quando a confederação passou a organizar o certame. Além disso, foram realizadas também muitas competições amistosas entre dois ou três estados, mas que não são consideradas torneios regionais já que não houve a participação dos estados em sua maioria.
Torneio José Américo de Almeida Filho
Em 1975, o certame foi organizado em homenagem ao estádio homônimo, o Almeidão, em João Pessoa, inaugurado no mesmo ano. Na temporada seguinte, o torneio foi ampliado, com direito à curiosa participação do Volta Redonda, do Rio de Janeiro. Segundo a visão do presidente da Liga do Nordeste, Alexi Portela, o Torneio José Américo de Almeida Filho de 1975 foi a primeira competição realizada no Nordeste que representou o início da atual Copa do Nordeste de Futebol, em setembro de 2014, ele encaminhou à direção de competições da entidade máxima do futebol brasileiro uma nova lista de "campeões oficiais", que inclui as edições do Torneio José Américo de Almeida Filho de 1975 e 1976. Porém, até hoje, a CBF não pronunciou sobre o assunto.
O Torneio José Américo de Almeida Filho de 1975 contou com a participação de seis equipes de três estados: Alagoas, Paraíba e Rio Grande do Norte. Atualmente o CRB reivindica o reconhecimento dessa competição pela CBF como Copa do Nordeste. O torneio de 1976, englobou campeões e vices de seis estados nordestinos: Alagoas, Bahia, Paraíba, Pernambuco, Rio Grande do Norte e Sergipe, além do Volta Redonda, clube convidado do Rio de Janeiro. Após reivindicações do Vitória, essa competição chegou a ser reconhecida inicialmente pela CBF, em setembro de 2012, como a edição inaugural do que hoje é a Copa do Nordeste, através de seu guia anual, Guia do Campeonato Brasileiro de 2012. Porém, os títulos deste documento, foram anunciados pelos próprios clubes e não pela CBF em si, cabe também observar que o reconhecimento de títulos pela CBF vem através de Resoluções de Presidência da mesma, não através do Guia do Campeonato Brasileiro. O referido Guia traz, inclusive, uma seção de bibliografia, em que constam fontes externas (diversos sites, inclusive a própria Wikipédia), que não são documentos oficiais da CBF. Mas nas edições posteriores, esta decisão foi revista, como na edição do Guia do Brasileirão - CBF 2015. Com outras competições nordestinas que foram realizadas anteriormente ignoradas, o título de 1976 tornou-se polêmico.

### Taça Governador Geraldo Bulhões
Após a edição do Torneio José Américo de Almeida Filho de 1976, somente no ano de 1994, foi novamente realizado um certame envolvendo os times do Nordeste, agora com um novo formato. Sob o nome de Taça Governador Geraldo Bulhões, à época governador do estado de Alagoas, a competição rapidamente se popularizou como "Copa do Nordeste". A organização foi da FAF, e o torneio foi inteiramente disputado no estado alagoano. A final aconteceu na capital, Maceió, no Estádio Rei Pelé, entre Sport e CRB. Após um empate em 0 a 0 no tempo normal, o time pernambucano foi campeão pelo placar de 3 a 2 na disputa de pênaltis. Este torneio é reconhecido oficialmente pela CBF como a primeira edição do "Nordestão".

### Organização da CBF
Em 1997, o torneio passou então a ser organizado pela CBF, com os clubes entrando pelo critério de merecimento: participavam apenas os mais bem classificados nas respectivas competições estaduais. Nos dois primeiros anos, assegurava ao campeão uma vaga na Copa Conmebol do mesmo ano.[carece de fontes?] O sistema de grupos foi deixado para trás e a primeira Copa dessa nova "era" foi disputada apenas em mata-mata. O Vitória chegou à final invicto, assim como seu arquirrival, Bahia, fazendo a primeira de três finais em que, até hoje, a dupla Ba-Vi decidiu o campeonato. O resultado foi 4 a 2 no agregado para o rubro-negro, se sagrando campeão pela primeira vez.
Já em 1998, com o sistema de grupos de volta, mais uma vez o Vitória chegou à final, dessa vez tendo como adversário o América de Natal. Derrotado por 2 a 1 na partida de ida, o clube potiguar ficou com a obrigação de vencer em Natal, tarefa que cumpriu, fazendo 3 a 1 no time baiano e ficando com o título.
No ano seguinte, o favoritismo era do Bahia, que havia terminado a fase de grupos invicto e passou por América de Natal e CSA com certa facilidade nas fases seguintes. O adversário da final, mais uma vez, era o Vitória, dono de uma campanha razoável ao longo da competição. Porém, vencendo por 2 a 0 a partida de ida e perdendo por 1 a 0 a de volta, o "Leão da Barra" confirmou sua hegemonia no torneio, sagrando-se o primeiro bicampeão do Nordeste. Este foi também um ano de muitos times estreantes na competição, num total de cinco: Baraúnas, Campinense, Juazeiro, Lagartense e Porto-PE.
Na sua quarta final consecutiva, em 2000, o Vitória agora enfrentaria o Sport, dono da melhor campanha até então. O fato acabou sendo determinante no título do clube pernambucano, já que, com dois empates em 2 a 2, foi considerado campeão por tê-lo feito.

### Regional de maior sucesso do país
Em 2001, uma nova fórmula para o certame foi designada, passando agora a ser disputado por 16 equipes no sistema de pontos corridos, com os quatro melhores pontuadores ao fim dos confrontos avançando às semifinais. Tal mudança gerou grande investimento no campeonato, e chegou a ser a competição com melhor média de público do país na época. De 2000 a 2002, os primeiros colocados ganhavam vaga (duas em 2000 e 2001; três em 2002) na Copa dos Campeões.
Náutico, Bahia, Fortaleza e Sport avançaram à segunda fase, disputada em apenas um jogo eliminatório. O Bahia bateu o terceiro colocado Fortaleza e fez a segunda final seguida. Dessa vez enfrentando o Sport, o tricolor baiano se sagrou campeão ao vencer a equipe pernambucana por 3 a 1.
Em 2002, o Vitória chegou à final contra o Bahia, a terceira vez em que o clássico Ba-Vi decidiu o maior torneio nordestino. O rubro-negro acabou não conseguindo reverter a vantagem que o tricolor impôs no jogo de ida, 3 a 1, e a partida de volta ficou apenas num empate em 2 a 2, dando ao Bahia o segundo título consecutivo.

### Cancelamento e retorno

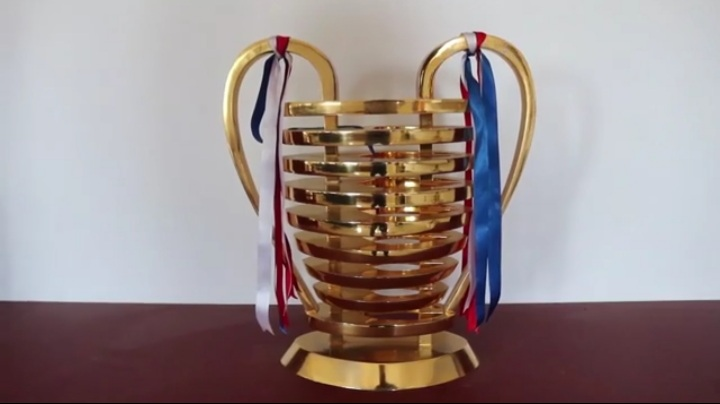
Troféu entregue ao campeão

Depois de uma última edição sem diversos dos principais clubes da região, que teve como campeão o Vitória, pela terceira vez, em cima do Fluminense de Feira, o torneio foi cancelado em 2004 pela CBF por falta de datas no calendário anual, apesar do notável crescimento e da importância que ganhava no cenário nacional, embora o contrato acertado com os clubes garantisse mais algumas edições. Vários desses clubes processaram a entidade máxima do futebol brasileiro e ganharam a causa. Um acordo foi feito no início de 2010 para a volta do campeonato, com a condição da extinção deste processo. Esse acordo foi aceito e, assim, a Copa voltou no dia 9 de junho de 2010.
Utilizando em sua maioria jogadores das categorias de base, o Vitória classificou-se em segundo lugar na primeira fase e venceu a final (disputada em jogo único) contra o estreante em decisões ABC. Por ter se classificado na primeira colocação, o ABC teve o direito de disputar a final em seu mando de campo, o Frasqueirão, em Natal, mas mesmo assim acabou derrotado por 2 a 1, após a virada do rubro-negro baiano. Assim, o Vitória levantou seu quarto troféu do torneio.

Logo do retorno em 2013

Após mais dois anos sem a disputa do torneio, no dia 13 de setembro de 2012 a CBF oficializou o retorno da competição para o ano seguinte, com esta passando a ser disputada entre os meses de janeiro e março. A partir de 2014, o torneio passará ao seu campeão uma vaga na Copa Sul-americana do mesmo ano.

### Maranhão e Piauí
Em 2015, clubes dos estados do Maranhão e do Piauí foram incluídos na competição da Copa do Nordeste. O motivo da não participação de ambos é devido à CBF incluí-los em competições com times da Região Norte do Brasil.

### Pandemia daCovid-19
Com a pandemia do novo Coronavírus e a suspensão dos jogos em todo o País, a Copa do Nordeste 2020 foi interrompida no mês de março, comprometendo sua última rodada da fase classificatória e as fases restantes. No mês de junho, com a possibilidade de retorno das competições sem a presença do público, os clubes participantes decidiram, por unanimidade, disputar o restante da competição em sede única, sendo a decisão chancelada pela CBF. A cidade de Salvador foi escolhida para a disputa dos jogos em portões fechados na Arena Fonte Nova, Estádio Barradão e estádios nos municípios de Feira de Santana, Riachão do Jacuípe e Mata de São João.

## Transmissão
A Copa do Nordeste teve sua primeira transmissão ao vivo na edição de 2010 pela Tv Esporte Interativo e em parceria com a Rede Globo Nordeste até 2018.
O Esporte Interativo transmitiu até 2018 quando a Turner Broadcasting System decidiu encerrar os canais na TV paga tanto nas Parabólicas
A partir de 2019, com a saída do Esporte Interativo das transmissões, a LiveMode, empresa que tem como sócio o Ex-presidente do Esporte Interativo, Edgar Diniz, criou o canal pay-per-view LiveFC, que transmitiu as edições de 2019 e 2020. Em 2021 e 2022, o Nordeste FC fez as transmissões em PPV da competição. Em 2023, o aplicativo Onefootball e o canal Nosso Futebol assumiram as transmissões em PPV da competição. Já em 2024, o streaming DAZN dividiu as transmissões da mesma em PPV com o Nosso Futebol. Em 2025, o Premiere (canal pertencente a Globo) assume as transmissões em PPV da competição também dividindo com o Nosso Futebol. Desde 2019, o Grupo Disney alternando sua distribuição entre Fox Sports e ESPN transmite a competição na TV paga com 1 jogo por rodada.
Na TV aberta atualmente, a transmissão fica por conta do SBT, através do consórcio formado pelas afiliadas na região.

## Vagas por federação
| Vagas | Federação | Classificação                                               |
| ----- | --------- | ----------------------------------------------------------- |
| 3     | FCF       | 1º, 2º e 3º colocados do Campeonato Cearense de Futebol     |
| 3     | FBF       | 1º, 2º e 3º colocados do Campeonato Baiano de Futebol       |
| 3     | FPF       | 1º, 2º e 3º colocados do Campeonato Pernambucano de Futebol |
| 2     | FAF       | 1º e 2º colocados do Campeonato Alagoano de Futebol         |
| 2     | FSF       | 1º e 2º colocados do Campeonato Sergipano de Futebol        |
| 2     | FPF       | 1º e 2º colocados do Campeonato Paraibano de Futebol        |
| 2     | FNF       | 1º e 2º colocados do Campeonato Potiguar de Futebol         |
| 2     | FMF       | 1º e 2º colocados do Campeonato Maranhense de Futebol       |
| 2     | FFP       | 1º e 2º colocados do Campeonato Piauiense de Futebol        |

## Títulos

### Por clube
|  | Campeões do Nordeste |

| Clube               | Títulos                     | Vices                             | 3º lugar                    | 4º lugar                    |
| ------------------- | --------------------------- | --------------------------------- | --------------------------- | --------------------------- |
| Bahia               | 4 (2001, 2002, 2017 e 2021) | 5 (1997, 1999, 2015, 2018 e 2020) | 4 (1994, 1998, 2016 e 2024) | 0                           |
| Vitória             | 4 (1997, 1999, 2003 e 2010) | 3 (1998, 2000 e 2002)             | 1 (2015)                    | 2 (2017 e 2021)             |
| Sport               | 3 (1994, 2000 e 2014)       | 4 (2001, 2017, 2022 e 2023)       | 1 (1999)                    | 4 (1997, 2015, 2016 e 2024) |
| Ceará               | 3 (2015, 2020 e 2023)       | 2 (2014 e 2021)                   | 1 (1997)                    | 2 (2013 e 2018)             |
| Fortaleza           | 3 (2019, 2022 e 2024)       | 0                                 | 4 (2013, 2020, 2021 e 2023) | 1 (2001)                    |
| Campinense          | 1 (2013)                    | 1 (2016)                          | 0                           | 0                           |
| Santa Cruz          | 1 (2016)                    | 0                                 | 1 (2017)                    | 3 (2002, 2014 e 2019)       |
| América de Natal    | 1 (1998)                    | 0                                 | 1 (2014)                    | 1 (2003)                    |
| Sampaio Corrêa      | 1 (2018)                    | 0                                 | 0                           | 0                           |
| CRB                 | 0                           | 2 (1994 e 2024)                   | 0                           | 1 (2022)                    |
| ABC                 | 0                           | 1 (2010)                          | 2 (2003 e 2018)             | 1 (2023)                    |
| Botafogo-PB         | 0                           | 1 (2019)                          | 0                           | 1 (1998)                    |
| Fluminense de Feira | 0                           | 1 (2003)                          | 0                           | 0                           |
| ASA                 | 0                           | 1 (2013)                          | 0                           | 0                           |
| Náutico             | 0                           | 0                                 | 4 (2001, 2002, 2019 e 2022) | 0                           |
| CSA                 | 0                           | 0                                 | 1 (2010)                    | 1 (1999)                    |
| Sergipe             | 0                           | 0                                 | 1 (2000)                    | 0                           |
| Cruzeiro-AL         | 0                           | 0                                 | 0                           | 1 (1994)                    |
| Poções              | 0                           | 0                                 | 0                           | 1 (2000)                    |
| Treze               | 0                           | 0                                 | 0                           | 1 (2010)                    |
| Confiança           | 0                           | 0                                 | 0                           | 1 (2020)                    |

### Por federação
| UF                  | Títulos | Vices | 3º lugar | 4º lugar |
| ------------------- | ------- | ----- | -------- | -------- |
| Bahia               | 8       | 9     | 5        | 3        |
| Ceará               | 6       | 2     | 5        | 3        |
| Pernambuco          | 4       | 4     | 6        | 7        |
| Paraíba             | 1       | 2     | 0        | 2        |
| Rio Grande do Norte | 1       | 1     | 3        | 2        |
| Maranhão            | 1       | 0     | 0        | 0        |
| Alagoas             | 0       | 3     | 1        | 3        |
| Sergipe             | 0       | 0     | 1        | 1        |

## Treinadores campeões

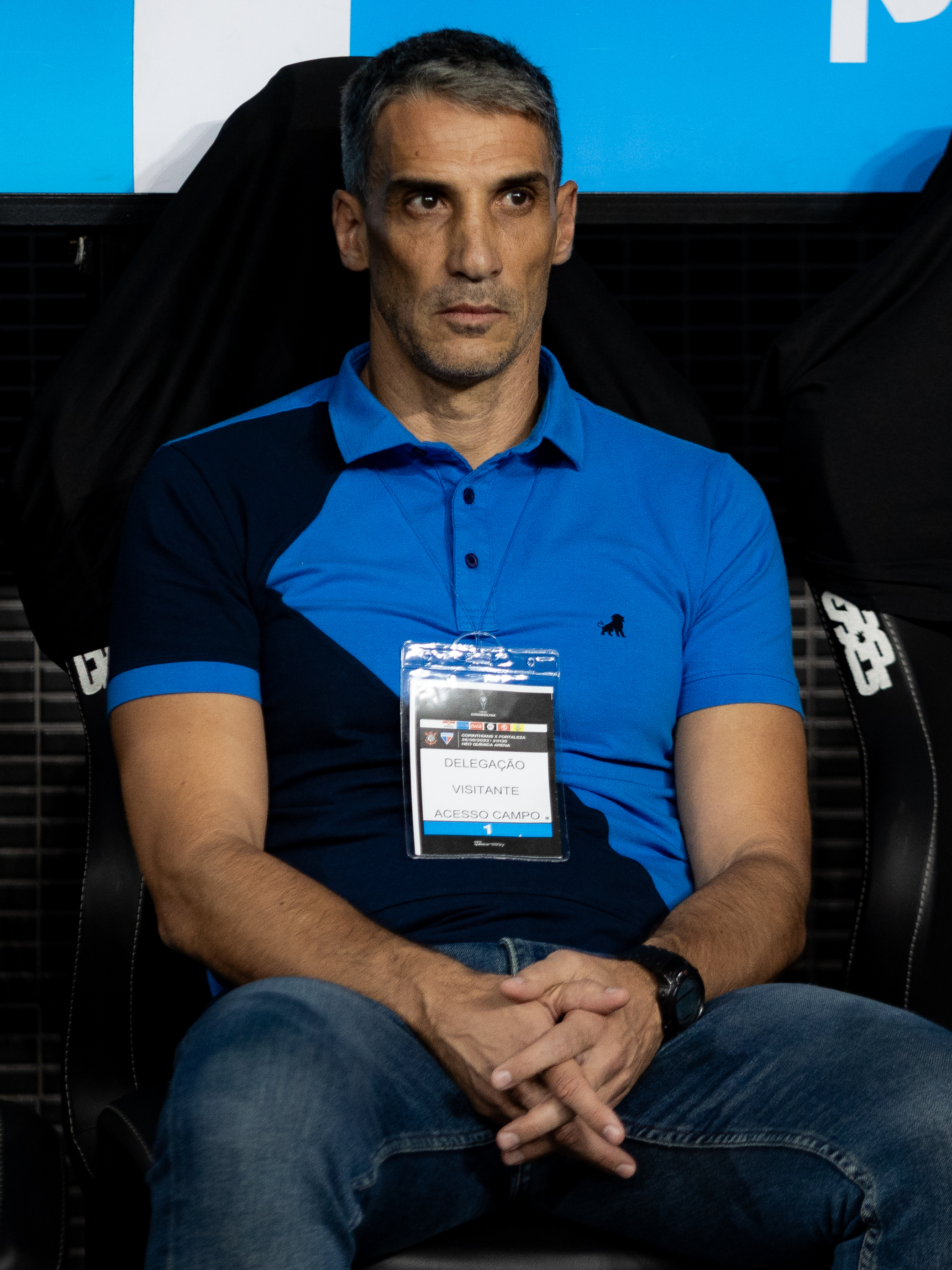
Ao lado dos brasileiros Arturzinho e Guto Ferreira, o argentino Juan Pablo Vojvoda é o técnico que mais vezes venceu a Copa do Nordeste com duas conquistas (2022 e 2024)

| Ano  | Treinador          | Time             |
| ---- | ------------------ | ---------------- |
| 1994 | Givanildo Oliveira | Sport            |
| 1997 | Arturzinho         | Vitória          |
| 1998 | Arturzinho         | América de Natal |
| 1999 | Ricardo Gomes      | Vitória          |
| 2000 | Celso Roth         | Sport            |
| 2001 | Evaristo de Macedo | Bahia            |
| 2002 | Bobô               | Bahia            |
| 2003 | Joel Santana       | Vitória          |
| 2010 | Ricardo Silva      | Vitória          |
| 2013 | Oliveira Canindé   | Campinense       |
| 2014 | Eduardo Baptista   | Sport            |
| 2015 | Silas Pereira      | Ceará            |
| 2016 | Milton Mendes      | Santa Cruz       |
| 2017 | Guto Ferreira      | Bahia            |
| 2018 | Roberto Fonseca    | Sampaio Corrêa   |
| 2019 | Rogério Ceni       | Fortaleza        |
| 2020 | Guto Ferreira      | Ceará            |
| 2021 | Dado Cavalcanti    | Bahia            |
| 2022 | Juan Pablo Vojvoda | Fortaleza        |
| 2023 | Eduardo Barroca    | Ceará            |
| 2024 | Juan Pablo Vojvoda | Fortaleza        |

## Estatísticas

### Maiores goleadas
| # | Data                  | Cidade    | Mandante  | Placar | Visitante   | Estádio    |
| - | --------------------- | --------- | --------- | ------ | ----------- | ---------- |
| 1 | 22 de março de 2017   | Horizonte | Uniclinic | 0–9    | Náutico     | Domingão   |
| 2 | 14 de abril de 2002   | Salvador  | Bahia     | 10–2   | Confiança   | Fonte Nova |
| 3 | 11 de março de 2001   | Aracaju   | Sergipe   | 7–0    | Ceará       | Batistão   |
| 4 | 19 de janeiro de 2002 | Recife    | Náutico   | 8–2    | Botafogo-PB | Aflitos    |
| 5 | 5 de março de 1998    | Salvador  | Vitória   | 7–1    | CRB         | Barradão   |
| 6 | 7 de maio de 1998     | Salvador  | Bahia     | 7–1    | Fortaleza   | Fonte Nova |

#### Maiores públicos
Estes são os dez maiores públicos pagantes da história da Copa do Nordeste:
| Nº | Público | Mandante  | Placar | Visitante | Estádio          | Data           | Ano  | Ref.   |
| -- | ------- | --------- | ------ | --------- | ---------------- | -------------- | ---- | ------ |
| 1  | 65 834  | Bahia     | 3–1    | Sport     | Fonte Nova       | 28 de abril    | 2001 | [ 38 ] |
| 2  | 64 689  | Bahia     | 3–1    | Vitória   | Fonte Nova       | 5 de maio      | 2002 | [ 39 ] |
| 3  | 63 399  | Ceará     | 2–1    | Bahia     | Arena Castelão   | 29 de abril    | 2015 | [ 40 ] |
| 4  | 60 068  | Ceará     | 1–1    | Sport     | Arena Castelão   | 9 de abril     | 2014 | [ 41 ] |
| 5  | 60 045  | Fortaleza | 1–0    | Sport     | Arena Castelão   | 3 de abril     | 2022 | [ 42 ] |
| 6  | 59 838  | Ceará     | 2–1    | Sport     | Arena Castelão   | 19 de abril    | 2023 |        |
| 7  | 54 774  | Bahia     | 0–3    | Vitória   | Fonte Nova       | 18 de maio     | 1997 | [ 43 ] |
| 8  | 52 207  | Ceará     | 0–1    | ASA       | Arena Castelão   | 3 de março     | 2013 | [ 44 ] |
| 9  | 48 510  | Vitória   | 3–1    | Bahia     | Fonte Nova       | 19 de abril    | 1998 | [ 45 ] |
| 10 | 46 105  | Bahia     | 2–1    | Sport     | Arena Fonte Nova | 4 de fevereiro | 2024 | [ 46 ] |

#### Médias anuais gerais
- 2013: 8.350
- 2014: 7.602
- 2015: 7.819
- 2016: 5.873
- 2017: 5.973
- 2018: 4.267
- 2019: 7.378
- 2020: 6.253
- 2022: 5.140
- 2023: 8.133
- 2024: 8.272

#### Melhores médias anuais
- 2013:  Ceará (23.541)
- 2014:  Ceará (20.283)
- 2015:  Ceará (24.282)
- 2016:  Fortaleza (10.389)
- 2017:  Bahia (16.877)
- 2018:  Bahia (15.497)
- 2019:  Fortaleza (22.539)
- 2020:  Bahia (22.147)
- 2022:  Fortaleza (24.013)
- 2023:  Bahia (24.696)
- 2024:  Bahia (34.852)

### Campeões por aproveitamento
Até a edição de 2024
| Pos | Times            | %     | Ano  |
| --- | ---------------- | ----- | ---- |
| 1   | Sport            | 83.3% | 1994 |
| 2   | Bahia            | 80.4% | 2001 |
| 3   | Vitória          | 79.2% | 1997 |
| 4   | Bahia            | 75%   | 2017 |
| 5   | Vitória          | 73.3% | 2003 |
| 6   | Ceará            | 72.2% | 2015 |
| 6   | Ceará            | 72.2% | 2020 |
| 6   | Fortaleza        | 72.2% | 2022 |
| 9   | Fortaleza        | 69.4% | 2019 |
| 9   | Ceará            | 69.4% | 2023 |
| 11  | América de Natal | 66.7% | 1998 |
| 11  | Sport            | 66.7% | 2000 |
| 11  | Campinense       | 66.7% | 2013 |
| 11  | Santa Cruz       | 66.7% | 2016 |
| 15  | Vitória          | 64.6% | 2010 |
| 16  | Bahia            | 61.4% | 2002 |
| 17  | Sport            | 58.3% | 2014 |
| 17  | Sampaio Corrêa   | 58.3% | 2018 |
| 19  | Vitória          | 55.6% | 1999 |
| 19  | Bahia            | 55.6% | 2021 |
| 21  | Fortaleza        | 47.2% | 2024 |

### Títulos

#### Por federação
| UF                  | Títulos |
| ------------------- | ------- |
| Bahia               | 8       |
| Ceará               | 6       |
| Pernambuco          | 4       |
| Paraíba             | 1       |
| Rio Grande do Norte | 1       |
| Maranhão            | 1       |

### Artilheiros
| Ano  | Artilheiro[carece de fontes?]   | Time             | Gols |
| ---- | ------------------------------- | ---------------- | ---- |
| 1994 | Fábio                           | Sport            | 5    |
| 1997 | Nildo                           | Ceará            | 6    |
| 1998 | Paulinho Kobayashi              | América de Natal | 9    |
| 1999 | Uéslei                          | Bahia            | 10   |
| 2000 | Leonardo Pedro Costa            | ABC Sergipe      | 6    |
| 2001 | Kuki                            | Náutico          | 12   |
| 2002 | Sérgio Alves                    | Bahia            | 13   |
| 2003 | Nadson                          | Vitória          | 5    |
| 2010 | Cristiano Alagoano              | Confiança        | 10   |
| 2013 | Marcelo Nicácio Rodrigo Silva   | Vitória ABC      | 5    |
| 2014 | Magno Alves                     | Ceará            | 8    |
| 2015 | Max                             | América de Natal | 6    |
| 2016 | Rodrigão                        | Campinense       | 9    |
| 2017 | Régis                           | Bahia            | 6    |
| 2018 | Yago Arthur                     | Vitória Ceará    | 5    |
| 2019 | Gilberto Júnior Santos          | Bahia Fortaleza  | 8    |
| 2020 | Vinícius                        | Ceará            | 5    |
| 2021 | Gilberto                        | Bahia            | 8    |
| 2022 | Hugo Rodallega                  | Bahia            | 8    |
| 2023 | Luciano Juba Juan Martín Lucero | Sport Fortaleza  | 6    |
| 2024 | Moisés                          | Fortaleza        | 7    |

### Desempenho dos clubes
| Clube                  | 94  | 97  | 98  | 99  | 00  | 01  | 02  | 03  | 10  | 13  | 14  | 15  | 16  | 17  | 18  | 19  | 20  | 21  | 22  | 23  | 24  | 25  |
| ---------------------- | --- | --- | --- | --- | --- | --- | --- | --- | --- | --- | --- | --- | --- | --- | --- | --- | --- | --- | --- | --- | --- | --- |
| 4 de Julho             | -   | -   | -   | -   | -   | -   | -   | -   | -   | -   | -   | -   | -   | -   | -   | -   | -   | 14º | -   | -   | -   | -   |
| ABC                    | 10º | 7º  | 7º  | 8º  | 6º  | 6º  | 11º | 3º  | 2º  | 8º  | -   | -   | 16º | 12º | 3º  | 10º | 10º | 9º  | 18º | 4º  | 13º | 23º |
| Altos                  | -   | -   | -   | -   | -   | -   | -   | -   | -   | -   | -   | -   | -   | 14º | 14º | 16º | 18º | 6º  | 11º | 27º | 7º  |     |
| América de Natal       | 8º  | 15º | 1º  | 6º  | 5º  | 15º | 8º  | 4º  | 9º  | 11º | 3º  | 6º  | 11º | 11º | -   | 19º | 14º | -   | 25º | 17º | 11º |     |
| ASA                    | 15º | -   | -   | -   | -   | -   | -   | -   | -   | 2º  | -   | -   | -   | -   | -   | -   | -   | -   | 32º | 21º | 19º | 17º |
| Atlético de Alagoinhas | -   | -   | -   | -   | -   | -   | -   | -   | -   | -   | -   | -   | -   | -   | -   | -   | -   | 20º | 8º  | 14º | -   | -   |
| Atlético Cearense      | -   | -   | -   | -   | -   | -   | -   | -   | -   | -   | -   | -   | -   | 20º | -   | -   | -   | -   | 33º | -   | -   | -   |
| Bahia                  | 3º  | 2º  | 3º  | 2º  | 9º  | 1º  | 1º  | -   | 5º  | 10º | 9º  | 2º  | 3º  | 1º  | 2º  | 9º  | 2º  | 1º  | 9º  | 11º | 3º  |     |
| Bahia de Feira         | -   | -   | -   | -   | -   | -   | -   | -   | -   | -   | -   | -   | -   | -   | -   | -   | -   | -   | 29º | -   | -   | -   |
| Baraúnas               | -   | -   | -   | 13º | -   | -   | -   | -   | -   | -   | -   | -   | -   | -   | -   | -   | -   | -   | -   | -   | -   | -   |
| Barcelona de Ilhéus    | -   | -   | -   | -   | -   | -   | -   | -   | -   | -   | -   | -   | -   | -   | -   | -   | -   | -   | -   | -   | -   | 26º |
| Botafogo               | 5º  | 16º | 4º  | 5º  | 12º | 16º | 12º | 9º  | 12º | -   | 13º | 20º | 15º | 17º | 8º  | 2º  | 7º  | 13º | 6º  | 20º | 5º  | 18º |
| Campinense             | -   | -   | -   | 14º | -   | -   | -   | -   | -   | 1º  | -   | 8º  | 2º  | 5º  | -   | 17º | 17º | -   | 14º | 12º | -   | -   |
| Capela                 | 14º | -   | -   | -   | -   | -   | -   | -   | -   | -   | -   | -   | -   | -   | -   | -   | -   | -   | -   | -   | -   | -   |
| Caucaia                | -   | -   | -   | -   | -   | -   | -   | -   | -   | -   | -   | -   | -   | -   | -   | -   | -   | -   | -   | 26º | -   | -   |
| Ceará                  | -   | 3º  | 6º  | 11º | 11º | 9º  | 14º | 5º  | 6º  | 4º  | 2º  | 1º  | 5º  | -   | 4º  | 5º  | 1º  | 2º  | 5º  | 1º  | 6º  |     |
| Central                | -   | -   | -   | -   | -   | -   | -   | -   | -   | -   | -   | -   | -   | -   | -   | -   | -   | -   | 33º | -   | -   |     |
| Confiança              | -   | 12º | 14º | -   | -   | 14º | 16º | -   | 14º | 9º  | 15º | 16º | 18º | -   | 11º | 12º | 4º  | 12º | 25º | 18º | 23º |     |
| Cordino                | -   | -   | -   | -   | -   | -   | -   | -   | -   | -   | -   | -   | -   | -   | 18º | -   | -   | -   | -   | 23º | -   | -   |
| Corinthians-AL         | -   | -   | -   | -   | -   | -   | -   | 10º | -   | -   | -   | -   | -   | -   | -   | -   | -   | -   | -   | -   | -   | -   |
| Coritiba-SE            | -   | -   | -   | -   | 14º | -   | -   | -   | -   | -   | -   | -   | -   | -   | -   | -   | -   | -   | -   | -   | -   | -   |
| Coruripe               | -   | -   | -   | -   | -   | -   | -   | -   | -   | -   | -   | 11º | 12º | -   | -   | -   | -   | -   | -   | -   | -   | -   |
| CRB                    | 2º  | 14º | 12º | 9º  | -   | 11º | 6º  | 7º  | 7º  | 12º | 6º  | 12º | 7º  | 10º | 6º  | 7º  | 11º | 5º  | 4º  | 7º  | 2º  |     |
| Cruzeiro-AL            | 4º  | -   | -   | -   | -   | -   | -   | -   | -   | -   | -   | -   | -   | -   | -   | -   | -   | -   | -   | -   | -   | -   |
| CSA                    | 9º  | 9º  | 11º | 4º  | 15º | 10º | 7º  | 8º  | 3º  | -   | 5º  | -   | -   | 15º | 12º | 6º  | 12º | 7º  | 7º  | 13º | 23º |     |
| Estanciano             | -   | -   | -   | -   | -   | -   | -   | -   | -   | -   | -   | -   | 14º | -   | -   | -   | -   | -   | -   | -   | -   | -   |
| Feirense               | -   | -   | -   | -   | -   | -   | -   | -   | -   | 16º | -   | -   | -   | -   | -   | -   | -   | -   | -   | -   | -   | -   |
| Ferroviário            | -   | 11º | -   | 12º | -   | -   | -   | -   | -   | -   | -   | -   | -   | -   | 16º | -   | -   | -   | 19º | 6º  | 23º |     |
| Flamengo-PI            | -   | -   | -   | -   | -   | -   | -   | -   | -   | -   | -   | -   | 20º | -   | -   | -   | -   | -   | -   | -   | -   | -   |
| Floresta               | -   | -   | -   | -   | -   | -   | -   | -   | -   | -   | -   | -   | -   | -   | -   | -   | -   | -   | 13º | -   | -   | -   |
| Fluminense-PI          | -   | -   | -   | -   | -   | -   | -   | -   | -   | -   | -   | -   | -   | -   | -   | -   | -   | -   | 29º | 16º | -   | 19º |
| Fluminense de Feira    | -   | 5º  | 10º | -   | -   | 13º | 5º  | 2º  | 13º | -   | -   | -   | -   | -   | 19º | -   | -   | -   | -   | -   | -   | -   |
| Fortaleza              | 13º | 17º | 8º  | -   | -   | 4º  | 9º  | -   | 11º | 3º  | -   | 5º  | 8º  | 13º | -   | 1º  | 3º  | 3º  | 1º  | 3º  | 1º  |     |
| Freipaulistano         | -   | -   | -   | -   | -   | -   | -   | -   | -   | -   | -   | -   | -   | -   | -   | -   | 15º | -   | -   | -   | -   | -   |
| Globo                  | -   | -   | -   | -   | -   | -   | -   | -   | -   | -   | -   | 15º | -   | -   | 10º | -   | -   | 17º | 15º | -   | -   | -   |
| Guarany de Sobral      | 6º  | -   | -   | -   | -   | -   | -   | -   | -   | -   | 8º  | -   | -   | -   | -   | -   | -   | -   | -   | -   | -   | -   |
| Iguatu                 | -   | -   | -   | -   | -   | -   | -   | -   | -   | -   | -   | -   | -   | -   | -   | -   | -   | -   | -   | -   | 18º | -   |
| Imperatriz             | -   | -   | -   | -   | -   | -   | -   | -   | -   | -   | -   | -   | 17º | -   | -   | -   | 13º | -   | 27º | -   | -   | -   |
| Itabaiana              | -   | -   | -   | -   | -   | -   | -   | -   | -   | 14º | -   | -   | -   | 7º  | 17º | -   | -   | 18º | 28º | -   | 16º | -   |
| Jacuipense             | -   | -   | -   | -   | -   | -   | -   | -   | -   | -   | -   | -   | -   | -   | -   | -   | -   | -   | 22º | 19º | 27º | -   |
| Juazeirense            | -   | -   | -   | -   | -   | -   | -   | -   | -   | -   | -   | -   | 19º | 18º | -   | 18º | 19º | -   | 23º | -   | 14º |     |
| Juazeiro-BA            | -   | -   | -   | 15º | 13º | -   | -   | -   | -   | -   | -   | -   | -   | -   | -   | -   | -   | -   | -   | -   | -   | -   |
| Juazeiro-CE            | -   | -   | -   | -   | 16º | -   | -   | -   | -   | -   | -   | -   | -   | -   | -   | -   | -   | -   | -   | -   | -   | -   |
| Lagartense             | -   | -   | -   | 16º | -   | -   | -   | -   | -   | -   | -   | -   | -   | -   | -   | -   | -   | -   | -   | -   | -   | -   |
| Lagarto                | -   | -   | -   | -   | -   | -   | -   | -   | -   | -   | -   | -   | -   | -   | -   | -   | -   | -   | 36º | -   | -   | -   |
| Maracanã               | -   | -   | -   | -   | -   | -   | -   | -   | -   | -   | -   | -   | -   | -   | -   | -   | -   | -   | -   | -   | -   | 20º |
| Maranhão               | -   | -   | -   | -   | -   | -   | -   | -   | -   | -   | -   | -   | -   | -   | -   | -   | -   | -   | -   | -   | 10º | 26º |
| Miguelense             | -   | -   | -   | -   | 7º  | -   | -   | -   | -   | -   | -   | -   | -   | -   | -   | -   | -   | -   | -   | -   | -   | -   |
| Moto Club              | -   | -   | -   | -   | -   | -   | -   | -   | -   | -   | -   | 13º | -   | 19º | -   | 11º | -   | 19º | 17º | 28º | 23º |     |
| Náutico                | 12º | 6º  | 15º | -   | -   | 3º  | 4º  | -   | 10º | -   | 11º | 9º  | -   | 9º  | 9º  | 3º  | 9º  | -   | 3º  | 5º  | 8º  |     |
| Palmeiras-BA           | -   | -   | -   | -   | -   | -   | -   | 12º | -   | -   | -   | -   | -   | -   | -   | -   | -   | -   | -   | -   | -   | -   |
| Parnahyba              | -   | -   | -   | -   | -   | -   | -   | -   | -   | -   | -   | -   | -   | -   | 20º | -   | -   | -   | -   | -   | -   | -   |
| Piauí                  | -   | -   | -   | -   | -   | -   | -   | -   | -   | -   | -   | 17º | -   | -   | -   | -   | -   | -   | -   | -   | -   | -   |
| Poções                 | -   | -   | -   | -   | 4º  | -   | -   | -   | -   | -   | -   | -   | -   | -   | -   | -   | -   | -   | -   | -   | -   | -   |
| Porto                  | -   | -   | -   | 10º | -   | -   | -   | -   | -   | -   | -   | -   | -   | -   | -   | -   | -   | -   | -   | -   | -   | -   |
| Potiguar de Mossoró    | -   | -   | -   | -   | -   | -   | -   | -   | -   | -   | 10º | -   | -   | -   | -   | -   | -   | -   | -   | 23º | 17º | -   |
| Retrô                  | -   | -   | -   | -   | -   | -   | -   | -   | -   | -   | -   | -   | -   | -   | -   | -   | -   | -   | 31º | 22º | 20º | 20º |
| Ríver-PI               | -   | -   | -   | -   | -   | -   | -   | -   | -   | -   | -   | 10º | 13º | 6º  | -   | 20º | 16º | -   | 21º | -   | 12º | -   |
| Salgueiro              | -   | -   | -   | -   | -   | -   | -   | -   | -   | 13º | -   | 6º  | 6º  | -   | 15º | 13º | -   | 11º | -   | -   | -   | -   |
| Sampaio Corrêa         | -   | -   | -   | -   | -   | -   | -   | -   | -   | -   | -   | 14º | 9º  | 16º | 1º  | 14º | 20º | 8º  | 12º | 10º | 21º |     |
| Santa Cruz             | 7º  | 8º  | 5º  | -   | 10º | 5º  | 3º  | -   | 8º  | 6º  | 4º  | -   | 1º  | 3º  | 7º  | 4º  | 5º  | 16º | 24º | 9º  | 21º | 25º |
| Santa Cruz-PB          | 11º | 10º | -   | -   | -   | -   | -   | -   | -   | -   | -   | -   | -   | -   | -   | -   | -   | -   | -   | -   | -   | -   |
| Santa Cruz-RN          | -   | -   | -   | -   | -   | -   | -   | -   | -   | -   | -   | -   | -   | -   | -   | -   | -   | -   | -   | -   | -   | 23º |
| Sergipe                | -   | 13º | 13º | 7º  | 3º  | 12º | 15º | 6º  | 15º | -   | 12º | -   | -   | 8º  | -   | 15º | -   | -   | 16º | 8º  | -   | 28º |
| Serrano                | -   | -   | -   | -   | -   | -   | -   | -   | -   | -   | -   | 18º | -   | -   | -   | -   | -   | -   | -   | -   | -   | -   |
| Socorrense             | -   | -   | -   | -   | -   | -   | -   | -   | -   | -   | -   | 19º | -   | -   | -   | -   | -   | -   | -   | -   | -   | -   |
| Sousa                  | -   | -   | -   | -   | -   | -   | -   | -   | -   | 15º | -   | -   | -   | -   | -   | -   | -   | -   | 10º | 25º | 28º |     |
| Sport                  | 1º  | 4º  | 9º  | 3º  | 1º  | 2º  | 10º | -   | -   | 7º  | 1º  | 4º  | 4º  | 2º  | -   | -   | 8º  | 15º | 2º  | 2º  | 4º  |     |
| Treze                  | -   | -   | 16º | -   | 8º  | 8º  | 13º | 11º | 4º  | -   | 14º | -   | -   | -   | 13º | -   | -   | 10º | 35º | -   | 15º | 19º |
| Vitória                | 16º | 1º  | 2º  | 1º  | 2º  | 7º  | 2º  | 1º  | 1º  | 5º  | 7º  | 3º  | -   | 4º  | 5º  | 8º  | 6º  | 4º  | 20º | 15º | 9º  |     |
| Vitória da Conquista   | -   | -   | -   | -   | -   | -   | -   | -   | -   | -   | 16º | -   | 10º | -   | -   | -   | -   | -   | -   | -   | -   | -   |
| Clube                  | 94  | 97  | 98  | 99  | 00  | 01  | 02  | 03  | 10  | 13  | 14  | 15  | 16  | 17  | 18  | 19  | 20  | 21  | 22  | 23  | 24  | 25  |

### Número de participações
Atualizado até a edição de 2025.
| Clube            | Participações |
| ---------------- | ------------- |
| Bahia            | 21            |
| Botafogo-PB      | 21            |
| CRB              | 21            |
| Vitória          | 21            |
| ABC              | 20            |
| América de Natal | 20            |
| Ceará            | 20            |
| CSA              | 19            |
| Santa Cruz       | 19            |
| Sport            | 18            |
| Confiança        | 17            |
| Fortaleza        | 17            |
| Náutico          | 16            |
| Sergipe          | 14            |
| Treze            | 12            |
| Sampaio Corrêa   | 11            |
| Altos            | 9             |
| Campinense       | 9             |

| Clube                  | Participações |
| ---------------------- | ------------- |
| Moto Club              | 8             |
| Ferroviário            | 7             |
| Fluminense de Feira    | 7             |
| Juazeirense            | 7             |
| River-PI               | 7             |
| ASA                    | 6             |
| Itabaiana              | 6             |
| Salgueiro              | 6             |
| Sousa                  | 5             |
| Globo                  | 4             |
| Retrô                  | 4             |
| Atlético de Alagoinhas | 3             |
| Fluminense-PI          | 3             |
| Imperatriz             | 3             |
| Jacuipense             | 3             |
| Potiguar de Mossoró    | 3             |
| Atlético Cearense      | 2             |
| Cordino                | 2             |

| Clube                 | Participações |
| --------------------- | ------------- |
| Coruripe              | 2             |
| Guarany de Sobral     | 2             |
| Juazeiro              | 2             |
| Maranhão              | 2             |
| Santa Cruz-PB         | 2             |
| Vitória da Conquista  | 2             |
| 4 de Julho            | 1             |
| Bahia de Feira        | 1             |
| Baraúnas              | 1             |
| Barcelona de Ilhéus   | 1             |
| Capela                | 1             |
| Caucaia               | 1             |
| Central               | 1             |
| Corinthians-AL        | 1             |
| Coritiba-SE           | 1             |
| Cruzeiro de Arapiraca | 1             |
| Estanciano            | 1             |
| Feirense              | 1             |

| Clube                 | Participações |
| --------------------- | ------------- |
| Flamengo-PI           | 1             |
| Floresta              | 1             |
| Freipaulistano        | 1             |
| Iguatu                | 1             |
| Juazeiro-CE           | 1             |
| Lagartense            | 1             |
| Lagarto               | 1             |
| Maracanã-CE           | 1             |
| Miguelense            | 1             |
| Palmeiras do Nordeste | 1             |
| Parnahyba             | 1             |
| Piauí                 | 1             |
| Poções                | 1             |
| Porto-PE              | 1             |
| Santa Cruz-RN         | 1             |
| Serrano-BA            | 1             |
| Socorrense            | 1             |

### Classificação geral
Até a edição de 2023
| Pos | Times                  | Pts | J   | V   | E  | D  | GP  | GC  | SG  | %      | P  |
| --- | ---------------------- | --- | --- | --- | -- | -- | --- | --- | --- | ------ | -- |
| 1   | Bahia                  | 355 | 192 | 102 | 49 | 41 | 344 | 190 | 154 | 61.6%  | 18 |
| 2   | Vitória                | 317 | 179 | 89  | 50 | 40 | 314 | 211 | 103 | 59.0%  | 18 |
| 3   | Ceará                  | 280 | 172 | 75  | 55 | 42 | 257 | 185 | 72  | 54.2%  | 17 |
| 4   | Sport                  | 255 | 153 | 70  | 45 | 38 | 243 | 151 | 92  | 55.5%  | 15 |
| 5   | Santa Cruz             | 233 | 150 | 68  | 29 | 53 | 203 | 170 | 33  | 51.7%  | 14 |
| 6   | Fortaleza              | 219 | 138 | 59  | 42 | 37 | 187 | 153 | 34  | 52.8%  | 14 |
| 7   | ABC                    | 213 | 144 | 59  | 36 | 49 | 216 | 189 | 27  | 49.3%  | 17 |
| 8   | CRB                    | 206 | 150 | 53  | 47 | 50 | 178 | 182 | -4  | 45.7%  | 18 |
| 9   | América de Natal       | 181 | 131 | 50  | 31 | 50 | 177 | 174 | 3   | 46.0%  | 17 |
| 10  | Botafogo-PB            | 185 | 152 | 46  | 47 | 59 | 175 | 200 | -25 | 40.9%  | 18 |
| 11  | CSA                    | 180 | 132 | 46  | 42 | 44 | 184 | 172 | 12  | 45.4%  | 16 |
| 12  | Náutico                | 174 | 116 | 46  | 36 | 34 | 176 | 145 | 31  | 50.0%  | 13 |
| 13  | Sergipe                | 98  | 102 | 26  | 20 | 56 | 122 | 181 | -59 | 32.0%  | 12 |
| 14  | Confiança              | 98  | 113 | 22  | 32 | 59 | 115 | 195 | -80 | 28.9%  | 14 |
| 15  | Treze                  | 91  | 83  | 23  | 22 | 38 | 91  | 135 | -44 | 36.5%  | 10 |
| 16  | Campinense             | 84  | 58  | 22  | 16 | 20 | 68  | 63  | 5   | 48.2%  | 8  |
| 17  | Fluminense de Feira    | 72  | 61  | 19  | 15 | 27 | 68  | 79  | -11 | 39.3%  | 7  |
| 18  | Sampaio Corrêa         | 69  | 59  | 19  | 18 | 22 | 63  | 70  | -7  | 38.9%  | 8  |
| 19  | Salgueiro              | 50  | 46  | 12  | 14 | 20 | 42  | 66  | -24 | 36.2%  | 6  |
| 20  | Altos                  | 38  | 41  | 8   | 14 | 19 | 35  | 60  | -25 | 30.8%  | 6  |
| 21  | River-PI               | 35  | 32  | 9   | 8  | 15 | 39  | 50  | -11 | 36.4%  | 6  |
| 22  | Moto Club              | 27  | 26  | 5   | 12 | 9  | 27  | 37  | -10 | 34.6%  | 5  |
| 23  | Globo                  | 24  | 24  | 6   | 6  | 12 | 15  | 36  | -21 | 33.3%  | 4  |
| 24  | Sousa                  | 20  | 18  | 5   | 5  | 8  | 21  | 29  | -8  | 37.0%  | 2  |
| 25  | Itabaiana              | 20  | 20  | 4   | 8  | 8  | 15  | 27  | -12 | 33.3%  | 5  |
| 26  | ASA                    | 18  | 16  | 5   | 3  | 8  | 19  | 24  | -5  | 37.5%  | 3  |
| 27  | Poções                 | 16  | 10  | 4   | 4  | 2  | 13  | 11  | 2   | 53.3%  | 1  |
| 28  | Coruripe               | 15  | 12  | 3   | 6  | 3  | 13  | 15  | -2  | 41.6%  | 2  |
| 29  | Guarany de Sobral      | 14  | 12  | 3   | 5  | 4  | 10  | 14  | -4  | 38.8%  | 2  |
| 30  | Floresta               | 13  | 12  | 3   | 4  | 5  | 14  | 21  | -7  | 36.1%  | 1  |
| 31  | Miguelense             | 12  | 8   | 3   | 3  | 2  | 10  | 9   | 1   | 50,0%  | 1  |
| 32  | Imperatriz             | 12  | 15  | 3   | 3  | 9  | 17  | 29  | -13 | 26.6%  | 3  |
| 33  | Atlético de Alagoinhas | 12  | 11  | 3   | 3  | 5  | 8   | 17  | -9  | 36.3%  | 2  |
| 33  | Ferroviário            | 12  | 17  | 2   | 6  | 9  | 17  | 30  | -13 | 23.5%  | 4  |
| 34  | Vitória da Conquista   | 11  | 12  | 3   | 2  | 7  | 12  | 15  | -3  | 30.5%  | 2  |
| 35  | Juazeirense            | 10  | 18  | 2   | 4  | 12 | 12  | 30  | -18 | 18.5%  | 5  |
| 36  | Cruzeiro de Arapiraca  | 9   | 6   | 3   | 0  | 3  | 10  | 15  | -5  | 50,0%  | 1  |
| 37  | Potiguar de Mossoró    | 9   | 6   | 2   | 3  | 1  | 8   | 7   | 1   | 50.00% | 1  |
| 38  | Porto-PE               | 8   | 6   | 2   | 2  | 2  | 10  | 10  | 0   | 44.4%  | 1  |
| 39  | 4 de Julho             | 8   | 8   | 1   | 5  | 2  | 8   | 10  | -2  | 30.0%  | 1  |
| 40  | Juazeiro               | 6   | 12  | 1   | 3  | 8  | 13  | 25  | -12 | 16.6%  | 2  |
| 41  | Santa Cruz-PB          | 5   | 5   | 1   | 2  | 2  | 4   | 7   | -3  | 33.3%  | 2  |
| 42  | Estanciano             | 5   | 6   | 1   | 2  | 3  | 3   | 6   | -3  | 27.7%  | 1  |
| 43  | Baraúnas               | 5   | 6   | 1   | 2  | 3  | 8   | 15  | -7  | 27.7%  | 1  |
| 44  | Piauí                  | 5   | 6   | 0   | 5  | 1  | 4   | 6   | -2  | 27.7%  | 1  |
| 45  | Freipaulistano         | 5   | 7   | 1   | 2  | 4  | 6   | 15  | -9  | 23.8%  | 1  |
| 46  | Serrano-BA             | 4   | 6   | 1   | 1  | 4  | 9   | 14  | -5  | 22.2%  | 1  |
| 47  | Jacuipense             | 3   | 2   | 1   | 0  | 1  | 3   | 4   | -1  | 50.0%  | 1  |
| 48  | Coritiba-SE            | 3   | 6   | 1   | 0  | 5  | 5   | 15  | -10 | 16.6%  | 1  |
| 49  | Socorrense             | 3   | 6   | 0   | 3  | 3  | 6   | 12  | -6  | 16.6%  | 1  |
| 50  | Fluminense-PI          | 1   | 1   | 0   | 1  | 0  | 1   | 1   | 0   | 33,3%  | 1  |
| 51  | Bahia de Feira         | 1   | 1   | 0   | 1  | 0  | 1   | 1   | 0   | 33,3%  | 1  |
| 52  | Cordino                | 1   | 2   | 0   | 1  | 1  | 1   | 2   | -1  | 16.6%  | 1  |
| 53  | Capela                 | 1   | 3   | 0   | 1  | 2  | 3   | 6   | -3  | 11.1%  | 1  |
| 54  | Feirense               | 1   | 6   | 0   | 1  | 5  | 4   | 11  | -7  | 05.5%  | 1  |
| 55  | Lagartense             | 1   | 6   | 0   | 1  | 5  | 4   | 13  | -9  | 05.5%  | 1  |
| 56  | Juazeiro-CE            | 1   | 6   | 0   | 1  | 5  | 6   | 17  | -11 | 05.5%  | 1  |
| 57  | Flamengo-PI            | 1   | 6   | 0   | 1  | 5  | 1   | 14  | -13 | 05.5%  | 1  |
| 58  | Retrô                  | 0   | 1   | 0   | 0  | 1  | 2   | 3   | -1  | 00,0%  | 1  |
| 59  | Corinthians-AL         | 0   | 1   | 0   | 0  | 1  | 0   | 1   | -1  | 00.0%  | 1  |
| 60  | Central                | 0   | 1   | 0   | 0  | 1  | 0   | 1   | -1  | 00.0%  | 1  |
| 61  | Palmeiras do Nordeste  | 0   | 1   | 0   | 0  | 1  | 0   | 2   | -2  | 00.0%  | 1  |
| 62  | Parnahyba              | 0   | 2   | 0   | 0  | 2  | 0   | 5   | -5  | 00.0%  | 1  |
| 63  | Lagarto                | 0   | 1   | 0   | 0  | 1  | 0   | 5   | -5  | 00.0%  | 1  |
| 64  | Atlético Cearense      | 0   | 7   | 0   | 0  | 6  | 0   | 25  | -25 | 00.0%  | 2  |